# Chernklassen
In der Mathematik, genauer in der algebraischen Topologie und in der Differentialgeometrie und -topologie, sind Chernklassen ein spezieller Typ von charakteristischen Klassen, die komplexen Vektorbündeln zugeordnet werden.
Chernklassen sind nach Shiing-Shen Chern benannt, der sie in den 1940er-Jahren erstmals allgemein definierte.

## Grundidee und Motivation
Chernklassen sind charakteristische Klassen. Sie sind damit topologische Invarianten von komplexen Vektorbündeln über glatten Mannigfaltigkeiten und zwei isomorphe Vektorbündel haben somit dieselben Chernklassen. Die Chernklassen liefern also eine Möglichkeit zu verifizieren, dass zwei Vektorbündel über einer glatten Mannigfaltigkeiten verschieden sind, jedoch kann mit ihrer Hilfe nicht entschieden werden, dass zwei Vektorbündel isomorph sind (da nicht-isomorphe Vektorbündel dieselbe Chernklasse haben können).
In der Topologie, der Differentialgeometrie und der algebraischen Geometrie ist es oft wichtig, die maximale Anzahl
linear unabhängiger Schnitte eines Vektorbündels zu bestimmen. Chernklassen ermöglichen, darüber  Information zu erhalten, zum Beispiel mit dem Riemann-Roch-Theorem oder dem Atiyah-Singer-Indexsatz. Das ist einer der Gründe, warum Chernklassen ein wichtiges Hilfsmittel der modernen Mathematik sind.
Chernklassen sind darüber hinaus in vielen Fällen der Praxis auch explizit berechenbar. In der Differentialgeometrie (und in Teilen der algebraischen Geometrie) können Chernklassen als Polynome in den Koeffizienten der Krümmungsform ausgedrückt werden.
Daher werden Chernklassen benutzt, um verschiedenste Probleme der Mathematik anzugehen. Auch in der Physik finden sie Anwendung.

## Die Chernklasse eines Hermiteschen Vektorbündels auf einer glatten Mannigfaltigkeit
Sei {\displaystyle M} eine glatte Mannigfaltigkeit, {\displaystyle \pi \colon V\to M} ein hermitesches Vektorbündel mit Rang {\displaystyle n} über {\displaystyle M} und {\displaystyle \nabla } ein Zusammenhang auf {\displaystyle V}. Die {\displaystyle k}-te Chernform {\displaystyle c_{k}(\nabla )} von {\displaystyle V} ist dann durch die Koeffizienten des charakteristischen Polynoms der Krümmungsform {\displaystyle \Omega } von {\displaystyle V} gegeben, das heißt
{\displaystyle \det \left({\frac {it\Omega }{2\pi }}+I\right)=\sum _{k}c_{k}(\nabla )t^{k}}.
Die Determinante wird über dem Ring der {\displaystyle n\times n}-Matrizen mit Einträgen aus dem Polynomring über der kommutativen Algebra der geraden komplexen Differentialformen auf {\displaystyle M} gebildet. Die Krümmungsform {\displaystyle \Omega } ist Lie-Algebra-wertig, und durch
{\displaystyle \Omega =d\omega +{\frac {1}{2}}[\omega ,\omega ]}
definiert, wobei {\displaystyle \omega } die Zusammenhangsform und {\displaystyle d} die äußere Ableitung ist.
Die, ebenfalls mit {\displaystyle c_{k}} bezeichnete, {\displaystyle k}-te Chernklasse {\displaystyle c_{k}(V)\in H_{dR}^{2k}(M;\mathbb {C} )} ist definiert als die de Rhamsche Kohomologieklassen der {\displaystyle k}-ten Chernform. Die Chernklasse, also die Kohomologieklasse der Chernform, hängt nicht von der Wahl des Zusammenhangs in {\displaystyle V} ab. Die Chernklasse ist also eine Invariante des Vektorbündels, während die Chernform vom gewählten Zusammenhang abhängt.
Man kann zeigen, dass die Chernklassen im Bild von {\displaystyle H^{*}(M;\mathbb {Z} )\rightarrow H^{*}(M;\mathbb {C} )} liegen.

## Beispiel: Das komplexe Tangentialbündel der Riemannschen Zahlenkugel
Sei CP1 die Riemannsche Zahlenkugel, der eindimensionale komplexe projektive Raum.  Sei weiter {\displaystyle z} eine holomorphe lokale Koordinate, {\displaystyle V=T\mathbf {CP} ^{1}} das komplexe Tangentialbündel, die Vektoren haben an jedem Punkt die Form {\displaystyle a\,\partial /\partial z}, dabei bezeichnet {\displaystyle a} eine komplexe Zahl. Wir zeigen, dass {\displaystyle V} keinen nirgends verschwindenden Schnitt hat.
Dafür benötigen wir folgende Tatsache: Die erste Chernklasse eines trivialen Bündels ist Null, d. h.
{\displaystyle c_{1}({\mathbf {C} \mathbf {P} }^{1}\times {\mathbf {C} })=0.}
Davon kann man sich dadurch überzeugen, dass ein triviales Bündel stets eine flache Metrik hat.
Nun zeigen wir
{\displaystyle c_{1}(V)\not =0.}
Betrachte dazu eine Mannigfaltigkeit mit der Kähler-Metrik
{\displaystyle h={\frac {dzd{\bar {z}}}{(1+|z|^{2})^{2}}}.}
Die Krümmungsform zu {\displaystyle h} ist dann durch
{\displaystyle \Omega ={\frac {2dz\wedge d{\bar {z}}}{(1+|z|^{2})^{2}}}.}
gegeben. Nach Definition der ersten Chernklasse ist
{\displaystyle c_{1}={\frac {i}{2\pi }}\Omega .}
Wir müssen zeigen, dass die Kohomologieklasse von {\displaystyle c_{1}} von Null verschieden ist. Dazu berechnen wir das Integral
{\displaystyle \int c_{1}={\frac {i}{\pi }}\int {\frac {dz\wedge d{\bar {z}}}{(1+|z|^{2})^{2}}}=2}
durch Koordinatentransformation. Nach dem Satz von Stokes hätte das Integral einer exakten Form dagegen den Wert 0, also ist  {\displaystyle T\mathbf {CP} ^{1}}  nicht trivial.
Dieses Beispiel zeigt zugleich, durch den Bezug auf den Satz von Stokes, dass differentialtopologische Anwendungen der Chernschen Klassifizierung (z. B. in der Physik, siehe unten) vor allem „Umlauf-Probleme“ betreffen werden.

## Eigenschaften
Sei {\displaystyle V} ein komplexes Vektorbündel über dem topologischen Raum {\displaystyle X}. Die Chernklassen von {\displaystyle V} sind eine Folge von Elementen der Kohomologie von {\displaystyle X}. Die {\displaystyle k}-te Chernklasse von {\displaystyle V}, die üblicherweise {\displaystyle c_{k}(V)} bezeichnet wird, ist ein Element von {\displaystyle H^{2k}(X)},
der Kohomologie von X (mit ganzzahligen Koeffizienten).  Man definiert auch die totale Chernklasse
{\displaystyle c(V)=c_{0}(V)+c_{1}(V)+c_{2}(V)+\cdots }
als Element von {\displaystyle H^{*}(X)}.
Die Chernklassen genügen den folgenden vier Axiomen:
- {\displaystyle c_{0}(V)=1} für jedes {\displaystyle V}.

- Funktorialität: Ist {\displaystyle f\colon Y\to X} eine stetige Funktion und {\displaystyle f^{*}V} das mittels {\displaystyle f} zurückgeholte Bündel, so ist {\displaystyle c_{k}(f^{*}V)=f^{*}c_{k}(V)} für jedes {\displaystyle k}.

- Additivität: Ist {\displaystyle W\to X} ein weiteres komplexes Bündel, so ist die Chernklasse der Whitney-Summe {\displaystyle V\oplus W} durch

{\displaystyle c(V\oplus W)=c(V)\cup c(W)}
gegeben, das heißt für jedes {\displaystyle k} ist
{\displaystyle c_{k}(V\oplus W)=\sum _{i=0}^{k}c_{i}(V)\cup c_{k-i}(W).}
- Normalisierung: Die totale Chernklasse des tautologischen Geradenbündels über {\displaystyle \mathbf {CP} ^{k}} ist {\displaystyle 1-H}. Dabei bezeichnet {\displaystyle H} das Poincaré-Dual der Hyperebene {\displaystyle \mathbf {CP} ^{k-1}\subseteq \mathbf {CP} ^{k}}.

Alexander Grothendieck hat diese Axiome durch etwas schwächere ersetzt:
- Funktionalität:  (siehe oben)

- Additivität:  Ist {\displaystyle 0\rightarrow V'\rightarrow V\rightarrow V''\rightarrow 0} eine exakte Sequenz von Vektorbündeln, dann ist {\displaystyle c(V)=c(V')\cup c(V'')}.

- Normalisierung:  Ist {\displaystyle V} ein Geradenbündel, dann ist {\displaystyle c(V)=1+e(V_{\mathbf {R} })}, dabei bezeichnet {\displaystyle e(V_{\mathbf {R} })} die Eulerklasse des {\displaystyle V} zugrunde liegenden reellen Vektorbündels.

In der Tat charakterisieren diese Eigenschaften die Chernklassen eindeutig. Einige wichtige Folgerungen sind
- Ist {\displaystyle n} der Rang von {\displaystyle V}, so ist {\displaystyle c_{k}(V)=0} für jedes {\displaystyle k>n} (die totale Chernklasse ist insbesondere wohldefiniert).

- Die höchste Chernklasse von {\displaystyle V} (also {\displaystyle c_{n}(V)}, {\displaystyle n} der Rang von {\displaystyle V}) ist immer gleich der Eulerklasse des zugrunde liegenden reellen Vektorbündels.

Da die Chernklassen hier Kohomologieklassen mit ganzen Koeffizienten sind, sind sie etwas feiner als die oben im Riemannschen Beispiel betrachteten, die reelle Koeffizienten hatten.

## Konstruktion von Chernklassen
Es gibt mannigfache Wege, sich dem Ziel zu nähern, jeder einzelne fokussiert einen etwas anderen Aspekt der Chernklassen.
Die ursprüngliche Herangehensweise war algebraische Topologie. Die unendliche Graßmann-Mannigfaltigkeit {\displaystyle BGL(n,\mathbb {C} )=Gr(n,\infty )} ist der klassifizierenden Raum für {\displaystyle n}-dimensionale komplexe Vektorbündel. Das bedeutet, dass jedes {\displaystyle n}-dimensionale komplexe Vektorbündel über der Basis {\displaystyle B} als Pullback des tautologischen Bündels unter einer stetigen Abbildung {\displaystyle f\colon B\to BGL(n,\mathbb {C} )} erhalten werden kann. Die Chern-Klassen des tautologischen Bündels werden als universelle Chern-Klassen bezeichnet und die Chern-Klassen eines durch die Abbildung {\displaystyle f} klassifizierten Vektorbündels erhält man durch Zurückziehen der universellen Chern-Klassen mittels der in Kohomologie induzierten Abbildung {\displaystyle f^{*}}. Die Chern-Klassen des tautologischen Bündels können explizit durch Schubertzykel ausgedrückt werden.
Cherns Zugang verwandte Differentialgeometrie und den oben beschriebenen Zugang über die Krümmungsform. Er zeigte, dass beide Zugänge äquivalent sind.
Der axiomatische Zugang von Alexander Grothendieck zeigt, dass man die Chernklassen nur für Geradenbündel festlegen muss.
Chernklassen treten auch in der algebraischen Geometrie auf natürliche Weise auf. Die verallgemeinerten Chernklassen der algebraischen Geometrie können für lokal freie Garben über jeder nichtsingulären Varietät definiert werden. Die Chernklassen der algebraischen Geometrie verlangen vom zugrundeliegenden Körper nur die algebraische Abgeschlossenheit, insbesondere müssen Vektorbündel nicht unbedingt komplex sein.
Vom gewählten Zugang unabhängig ist die intuitive Bedeutung einer Chernklasse die von 'benötigten Nullstellen' eines Vektorbündelschnittes: Zum Beispiel die Aussage, dass man einen Igel nicht kämmen kann. Auch wenn dies eigentlich eine Frage betreffend reelle Vektorbündel ist (die „Stacheln“ des Igels sind reelle Geraden), gibt es Verallgemeinerungen, in denen die Stachel komplex sind, oder für den eindimensionalen projektiven Raum über anderen Körpern.

## Chernklassen von Geradenbündeln
Ein wichtiger Spezialfall ist der eines Geradenbündels {\displaystyle V}. Die einzige nichttriviale Chernklasse ist in diesem Fall die erste, die ein Element der zweiten Kohomologiegruppe von {\displaystyle X} ist. Da sie die höchste Chernklasse ist, ist sie gleich der Eulerklasse des Bündels.
Die erste Chernklasse erweist sich als eine vollständige Invariante, die die komplexen Geradenbündel klassifiziert. Das heißt, dass eine Bijektion zwischen den Isomorphieklassen komplexer Geradenbündel über {\displaystyle X} und den Elementen von {\displaystyle H^{2}(X)} gibt, man ordnet hierbei jedem Bündel seine erste Chernklasse zu. Die Addition in {\displaystyle H^{2}(X)} entspricht unter dieser Bijektion dem Tensorprodukt.
In der algebraischen Geometrie ist diese Klassifikation der komplexen Geradenbündel durch die erste Chernklasse eine erste Annäherung an die Klassifikation holomorpher Geradenbündel durch lineare Äquivalenzklassen von Divisoren.
Die Chernklassen sind für komplexe Bündel einer größeren Dimension keine vollständige Invariante mehr.

## Chernklassen fast-komplexer Mannigfaltigkeiten und Kobordismustheorie
Die Theorie der Chernklassen liefert Kobordismus-Invarianten fast-komplexer Mannigfaltigkeiten.
Ist {\displaystyle X} eine fast-komplexe Mannigfaltigkeit, so ist sein Tangentialbündel ein komplexes Vektorbündel. Dessen Chernklassen werden auch als die Chernklassen von {\displaystyle X} bezeichnet. Ist {\displaystyle X} kompakt und geradedimensional, etwa {\displaystyle 2d}-dimensional, dann kann jedes Monom vom Totalgrad {\displaystyle 2d} in den Chernklassen von {\displaystyle X} mit der Fundamentalklasse von {\displaystyle X} gepaart werden und liefert eine ganze Zahl, eine Chernzahl von {\displaystyle X}.
Ist {\displaystyle Y} eine weitere fast komplexe Mannigfaltigkeit derselben Dimension, dann sind {\displaystyle X} und {\displaystyle Y} genau dann kobordant, wenn sie dieselben Chernzahlen haben.

## Verallgemeinerungen
Es gibt eine Verallgemeinerung der Theorie der Chernklassen, in der die gewöhnliche Kohomologietheorie durch eine verallgemeinerte ersetzt wird, die die Zusatzeigenschaft der komplexen Orientierbarkeit haben muss.
Die formalen Eigenschaften der Chernklassen bleiben die dieselben, nur ist in der Regel, die die erste Chernklasse eines Tensorproduktes von Geradenbündeln berechnet, die Addition durch die entsprechende Operation zu ersetzen.

## Chernzahlen
Auf orientierten Mannigfaltigkeiten der Dimension {\displaystyle 2d} kann jedes Produkt von Chernklassen vom Totalgrad {\displaystyle 2d} mit der Fundamentalklasse gepaart werden und liefert so eine ganze Zahl, eine Chernzahl des Vektorbündels. Hat die Mannigfaltigkeit beispielsweise Dimension sechs, so ergeben sich die verschiedenen Chernzahlen aus {\displaystyle c_{1}^{3}}, {\displaystyle c_{1}c_{2}} und {\displaystyle c_{3}}. Im Allgemeinen ist die Anzahl der verschiedenen Chernzahlen die Anzahl der Partitionen von {\displaystyle d}.
Wie oben erwähnt, sind die Chernzahlen des Tangentialbündels eine (fast) komplexen Mannigfaltigkeit eine wichtige Invariante.

## Der Cherncharakter
Chernklassen können verwandt werden, um einen Ringhomomorphismus von der topologischen K-Theorie eines Raumes in die Vervollständigung seiner rationalen Kohomologie zu konstruieren. Dieser Cherncharakter ist für Geradenbündel {\displaystyle V} durch
{\displaystyle {\hbox{ch}}(V)=\exp(c_{1}(V))}
gegeben.
Für Summen von Geradenbündeln wird der Cherncharakter durch Additivität definiert, hieraus ergibt sich eine Darstellung der Cherncharakters durch die Chernklassen. Diese wird verwandt, um den Cherncharakter für alle Vektorbündel zu definieren, die ersten
Terme sind
{\displaystyle {\hbox{ch}}(V)=\dim V+c_{1}(V)+c_{1}(V)^{2}/2-c_{2}(V)+\ldots }
Ist {\displaystyle V} die Summe der Geradenbündel {\displaystyle L_{1},\ldots ,L_{k}} mit ersten Chernklassen {\displaystyle x_{1},\ldots ,x_{k}}, so ist
{\displaystyle {\hbox{ch}}(V)=e^{x_{1}}+\dots +e^{x_{k}}.}
Im differentialgeometrischen Zugang über die Krümmung ist der Cherncharakter explizit durch
{\displaystyle {\hbox{ch}}(V)={\hbox{tr}}\left(\exp \left({\frac {i\Omega }{2\pi }}\right)\right)}
gegeben, dabei bezeichnet {\displaystyle \Omega } die Krümmung.
Der Cherncharakter hilft beispielsweise bei der Berechnung der Chernklassen eines Tensorproduktes. Genauer besitzt er die beiden folgenden Eigenschaften
{\displaystyle {\hbox{ch}}(V\oplus W)={\hbox{ch}}(V)+{\hbox{ch}}(W)}
{\displaystyle {\hbox{ch}}(V\otimes W)={\hbox{ch}}(V){\hbox{ch}}(W)}
Die erste dieser Formeln kann, wie oben erwähnt, mit Hilfe des Grothendieckschen Additivitätsaxioms für Chernklassen zu der Aussage verallgemeinert werden, dass {\displaystyle {\hbox{ch}}} ein Homomorphismus abelscher Gruppen von der K-Theorie {\displaystyle K(X)} in die rationale Kohomologie von {\displaystyle X} ist. Die zweite Gleichung besagt, dass dieser Homomorphismus multiplikativ ist, also sogar ein Homomorphismus von Ringen ist.

## Pontrjagin-Klassen
Für ein reelles Vektorbündel {\displaystyle V} über einem topologischen Raum {\displaystyle X} definiert man die Pontrjagin-Klassen {\displaystyle p_{i}(V)\in H^{4i}(X)} durch
{\displaystyle p_{i}(V):=c_{2i}(V\otimes {\mathbb {C} }).}
Hierbei ist {\displaystyle V\otimes {\mathbb {C} }} die Komplexifizierung des reellen Vektorbündels {\displaystyle V}. (Man kann zeigen, dass stets {\displaystyle c_{2i+1}(V\otimes {\mathbb {C} })=0} ist, weshalb man nur die geraden Chern-Klassen betrachtet.)
Nowikow bewies, dass die rationalen Pontrjaginklassen des Tangentialraums differenzierbarer Mannigfaltigkeiten invariant unter Homöomorphismen sind. Sie sind aber nicht invariant unter Homotopieäquivalenzen. Die Novikov-Vermutung besagt, dass (in Abhängigkeit von der Fundamentalgruppe) gewisse Kombinationen rationaler Pontrjagin-Klassen invariant unter Homotopie-Äquivalenzen sind.
Der Signatursatz von Hirzebruch besagt, dass sich die Signatur geschlossener differenzierbarer Mannigfaltigkeiten als eine Kombination von Pontrjagin-Klassen (das L-Polynom) berechnen lässt. Aus dem Atiyah-Singer-Indexsatz folgt, dass sich auch der Index des Dirac-Operators einer Spin-Mannigfaltigkeit als eine Kombination von Pontrjagin-Klassen (das Â-Polynom) berechnen lässt.

## Chernklassen in der algebraischen Geometrie
Es sei {\displaystyle X} eine glatte projektive Varietät über einem algebraisch abgeschlossenen Körper und {\displaystyle \textstyle A(X)=\bigoplus _{r}A^{r}(X)} ihr Chow-Ring. Grothendieck bewies, dass es eine eindeutige Theorie von Chernklassen gibt, welche jeder lokal freien kohärenten Garbe {\displaystyle {\mathcal {E}}} Chernklassen {\displaystyle c_{i}({\mathcal {E}})\in A^{i}(X)} zuordnet, so dass die folgenden Axiome erfüllt sind:
- {\displaystyle c_{0}({\mathcal {E}})=1}
- Für jede invertierbare Garbe {\displaystyle {\mathcal {O}}(D)} ist {\displaystyle c_{1}({\mathcal {O}}(D))=\left[D\right]}.
- Für jeden Morphismus {\displaystyle f\colon X\to Y} ist {\displaystyle f^{*}(c_{i}({\mathcal {E}}))=c_{i}(f^{*}{\mathcal {E}})}.
- Für jede exakte Sequenz {\displaystyle 0\to {\mathcal {E}}^{\prime }\to {\mathcal {E}}\to {\mathcal {E}}^{\prime \prime }} ist {\displaystyle c_{k}({\mathcal {E}})=\bigoplus _{i+j=k}c_{i}({\mathcal {E}}^{\prime })c_{j}({\mathcal {E}}^{\prime \prime })}.

Die Konstruktion der algebraischen Chernklassen verläuft analog zur Konstruktion der topologischen Chernklassen über den Satz von Leray-Hirsch. Insbesondere liefern für algebraische Vektorbündel über glatten komplexen projektiven Varietäten beide Konstruktionen dieselben Chernklassen.

## Chernklassen in der Physik
Auch in der Physik finden seit  etwa 2015 die Chernklassen verstärkt Anwendung und werden auch explizit so genannt (was vorher nicht der Fall war), seitdem jetzt nicht nur in der Hochenergiephysik, sondern verstärkt auch in der Festkörperphysik neue differentialtopologische Aspekte behandelt werden: Neben älteren „Umlauf“-Aussagen der Physik, etwa dem Aharonov-Bohm-Effekt der Quantenmechanik  oder dem altbekannten Meissner-Ochsenfeld-Effekt der Supraleitung dienen Chernklassen in der Physik jetzt vor allem zur differentialtopologischen Klassifizierung von Umlauf-Singularitäten, vor allem beim sog. Quanten-Hall-Effekt  bzw. bei den sog. Topologischen Supraleitern bzw.  Topologischen Isolatoren. Dabei ergibt sich der Zusammenhang mit der Mathematik  aus der Tatsache, dass die Magnetische Flussdichte {\displaystyle \mathbf {B} } über ihr Vektorpotential {\displaystyle \mathbf {A} } als „effektive Krümmung“ fungiert {\displaystyle (\mathbf {B} ={\text{rot}}\ \mathbf {A} ),} obwohl in einem flachen Raum gearbeitet wird.
Allgemeiner besteht eine Beziehung zu  den Yang-Mills-Theorien, wobei der mathematische Begriff „Krümmung“ in der Physik als „Feldstärke“ fungiert. Der physikalische  „Hilbertraumzustand“ {\displaystyle |\psi \rangle } entspricht einer projektiv-komplexen Mannigfaltigkeit, weil der Zustand derselbe bleiben soll, wenn {\displaystyle \psi } mit einer komplexen  Zahl multipliziert wird.